# بخش پلیزنت (شهرستان فرانکلین، اوهایو)
بخش پلیزنت (به انگلیسی: Pleasant Township) یک منطقهٔ مسکونی در ایالات متحده آمریکا است که در شهرستان فرانکلین، اوهایو واقع شده‌است.
 بخش پلیزنت ۱۱۲٫۹ کیلومتر مربع مساحت و ۶٬۶۷۱ نفر جمعیت دارد و ۲۷۷ متر بالاتر از سطح دریا واقع شده‌است.